# Erik Appel
Sven Erik Appel, född 7 mars 1924 i Solf, död 17 januari 2020 i Tallinn, var en finländsk journalist och skriftställare. 
Appel blev filosofie kandidat 1951 och var anställd vid Hufvudstadsbladet 1955–1984. Han har skrivit Kampen för Porkala (1967), några företagshistoriker och populärt hållna arbeten om Finlands dramatiska 1900-talshistoria samt två böcker om den österbottniska hembygden. I boken Det förlovade Amurlandet (1998) skildrade han ett utopistiskt finländskt koloniföretag i ryska Fjärran östern. Han tilldelades Publicistpriset 1967.

## Böcker (urval)
- Med kurs på Sverige: Finn Finland i fickformat (1966)
- Kampen för Porkala: Porkalaförbundet 1944–67 (1967)
- 125 plock ur Dagboken (1989)
- Genom skärselden: Finlands svåra väg till friheten (1989)
- I Moskvas strupgrepp: Finlands väg in i fortsättningskriget (1992)
- Det förlovade Amurlandet: Finlandssvenskt kollektiv i ”Vilda Östern” (1998)
- Med döden i hälarna: Högkvarterets fjärrpatruller 1939–1945 (2005)
- När allt gick fel: Viborgs fall 1944 (2007)
- Sista striden: Ilomants, augusti 1944 (2011)